# Franz Köhler (Pädagoge)
Franz Köhler (* 27. Oktober 1840 in Kleinneuhausen, Thüringen; † 16. November 1919 in Ettlingen) war ein deutscher Altphilologe, Gymnasiallehrer und Bibliothekar.
Franz Köhler war der Sohn des Pfarrers Wilhelm Köhler. Er besuchte das Gymnasium in Weimar und studierte Klassische Philologie 1860 bis 1862 in Jena, 1862 bis 1863 in Göttingen, wo er 1865 auch promoviert wurde. Während seines Studiums wurde er 1860 Mitglied der Burschenschaft Germania Jena. Von 1863 bis 1865 war er als Hilfslehrer am Katharineum in Lübeck tätig. Ab 1865 war er als Oberlehrer an der Domschule in Reval tätig, deren Direktor er von 1871 bis 1892 war. 1880 heiratete er in Reval Wilhelmine Girgensohn, aus dieser Ehe gingen sieben Kinder hervor, darunter der Kunsthistoriker Wilhelm Koehler (1884–1959) und der Psychologe Wolfgang Köhler (1887–1967).
1893 ging er nach Wolfenbüttel, wo er als Direktor des Mädchengymnasiums und Bibliothekar an der Herzog August Bibliothek tätig war. 1913 wurde er pensioniert und lebte danach in Heidelberg und zuletzt in Ettlingen.

## Veröffentlichungen (Auswahl)
- Observationes criticae in Iulium Florum. Göttingen 1865 (= Dissertation).
- Ehstländische Klosterlectüre. Ein Beitrag zur Kenntniss der Pflege des geistigen Lebens in Ehstland im Mittelalter. Reval 1892 (Digitalisat).
- mit Gustav Milchsack: Die Gudischen Handschriften. Wolfenbüttel 1913 (= Die Handschriften der Herzoglichen Bibliothek zu Wolfenbüttel Bd. 4) (Digitalisat) (darin von Köhler die griechischen Handschriften bearbeitet).